# مارك روبرتس (لاعب كرة قدم بريطاني)
مارك روبرتس (بالإنجليزية: Mark Roberts)‏ (16 أكتوبر 1983 في المملكة المتحدة - ) هو مدرب كرة قدم ولاعب كرة قدم بريطاني في مركز الدفاع. لعب مع ستيفيناغ بوروه وكامبريدج يونايتد ونادي أكرينغتون ستانلي ونادي ساوثبورت ونادي كرو ألكساندرا ونادي تشستر سيتي ونادي هاليفاكس تاون ونورثويتش فيكتوريا وVauxhall Motors F.C. ‏ وفليتوود تاون.

## وصلات خارجية
- مارك روبرتس على موقع قاعدة بيانات كرة القدم.إي يو (الإنجليزية)
- مارك روبرتس على موقع Soccerbase.com (لاعب) (الإنجليزية)
- مارك روبرتس على موقع Soccerway.com (الإنجليزية)